# ابوالصلاح حلبی
تقی بن نجم‌الدین بن عبیدالله حلبی معروف به ابوالصلاح حلبی فقیه و متکلم شام، در شهر حلب متولد گردید. تاریخ ولادتش درست مشخص نیست. با مسلم گرفتن تاریخ مرگ او، احتمالا تولد او در حدود سال ۳۴۷ در اواسط قرن چهارم هجری صورت گرفته باشد. آنچه که یاد و خاطره ابوالصلاح را تا عصر حاضر زنده نگاه داشته، آثار ارزشمندی است که از او به یادگار مانده و همواره مورد استفاده افرادی همچون علامه مجلسی، شهید اول، شهید ثانی، علامه حلی و بسیاری دیگر بوده‌است؛ هر چند که بیش‌تر آثار او از میان رفته‌است. در هرحال، آنچه باقی است برای نشان دادن عظمت و دقّت نظر فقهی و کلامی او کافی است.

## تحصیلات
تحصیلات اولیه خود را در زادگاهش به پایان رساند و سپس برای استفاده از دانش بزرگان تشیع، راهی بغداد شد.
در بغداد، از محضر سید مرتضی، شیخ طوسی و سلار بن عبدالعزیز بهره‌های فراوان برد. سفرهای علمی ابوالصلاح از شام به عراق، بالغ بر سه سفر است.
ابوالصلاح در فراگیری دانشِ دین تا آن جا پیش رفت که شخصیت رتبه اول دیار شام گشت. او از سوی سید مرتضی (فقیه مشهور قرن پنجم هجری) و پس از او، از سوی شیخ طوسی و سلاّر، مقام نیابت داشت و به نمایندگی از آنان، به حل مشکلات و پاسخ به مسایل شرعی و دینی سرزمین شام می‌پرداخت.
این سه شخصیت، مردم شام را به ابوالصلاح ارجاع می‌دادند و خود در مسایل آن دیار دخالت نمی‌کردند. پاسخ آنان به استفتاءکنندگان شامی این بود: ابوالصلاح در بین شماست. او را دریابید.
لقب‌های «خلیفة السید» و «خلیفة الشیخ» بیانگر نیابت ابوالصلاح از سوی سید مرتضی و شیخ طوسی است.

## استادان
از تفحص در احوال ابوالصلاح برمی‌آید که حداقل سه بار او از شام به عراق سفر کرده و در هر سفر مدتی از مجالس درس استادان بغداد بهره برده است.
برخی از استادان و شیوخ روایت ابوالصلاح، که وی از آنان روایت و حدیث شنیده است، عبارتند از:
- سید مرتضی[۴]
- شیخ طوسی[۵]
- سلاّر بن عبدالعزیز[۶]
- ابوالحسن محمد بن محمد مفید محمد بن محمد بصروی[۷]

## شاگردان
- ابوالحسن ثابت بن اسلم حلبی[۸]
- ابوالقاسم بن براج[۹]
- عزالدین عبدالعزیز طرابلسی[۱۰]
- محمد بن علی کراجکی[۱۱]
- ابومحمّد ریحان بن عبدالله حبشی[۱۲]
- عبدالرّحمن بن احمد نیشابوری[۱۳]
- الداعی بن زید حسینی آوی[۱۴]
- تراب (تواب) بن حسین بصروی[۱۵]

## آثار علمی
ابوالصلاح حلبی برخی از نتایج فعالیت‌های علمی و تحقیقات فراوان خود را بر روی کاغذ آورده و مجموعه‌های فقهی و کلامی ارزشمندی تألیف کرده‌است. وی در زمینه علم طب نیز کتابی تألیف کرده‌است.
آثار علمی ابوالصلاح دو دسته‌اند:

الف) نوشته‌هایی که موجود نیست و فقط فهرست‌نویسان و شرح‌حال‌نگاران به نام آن‌ها اشاره کرده‌اند، عبارتند از:
- البدایة (در علم فقه)
- تدریس الصحة (در علم طب)
- التلخیص (در علم فقه)
- التهذیب
- الشافیة
- دفع شبه الملاحدة
- شرح الذخیرة (در علم کلام)[۱۶]
- العمدة (در علم فقه)
- الکافیه
- اللوامع
- مختصر الفرائض الشرعیة
- المرشد فی طریق التعبد
- المعراج (در علم حدیث)[۱۷]

ب) تألیفاتی که نسخه‌های خطی آن‌ها موجود است و برخی نیز به چاپ رسیده‌اند، عبارتند از:
- الکافی فی التکلیف[۱۸]
- تقریب المعارف[۱۹]
- البرهان علی ثبوت الایمان[۲۰]

## افکار و آراء
ابوالصلاح در مسایل فقهی و اعتقادی، آراء و نظریاتی دارد که تفصیل آن را باید در تألیفات موجود او پی‌گیری کرد.
تحصیل ابوالصلاح در بغداد، به ویژه نزد سید مرتضی سبب شد که فقه ابوالصلاح، در کلیات تفاوت چندانی با فقه بغداد و نظرات سید مرتضی نداشته باشد، اما در جزئیات، اختلاف نظر ابوالصلاح با استادش سید مرتضی تا آن جا بود که ابوالفتح کراجکی کتابی با عنوان «غایة الانصاف فی مسایل الخلاف» نوشت و در آن، به نقض آرای ابوالصلاح و دفاع از نظریات سید مرتضی پرداخت. 
ابوالصلاح عقیده دارد که در زمان غیبت حجت ابن حسن (مهدی) ، «فقیه امین» جانشین اوست و به عنوان «نایب امام» یا «نایب ولی امر»، اداره امور جامعه اسلامی را بر عهده می‌گیرد و دامنه اختیارات نایب امام فقط امور قضایی نیست، بلکه شامل امور حکومتی نیز می‌گردد.
به عقیده او، بر فقیه لازم است برای احقاق حقوق مردم و اجرای احکام الهی، مناصب گوناگون قضایی و حکومتی را حتی از سوی سلطان و حاکم جائر بپذیرد.
از دیدگاه او، فقیه امین در دوران غیبت امام معصوم، وظایف و اختیارات امام معصوم را در مورد حقوق مالی، بر عهده دارد.
ابوالصلاح در نظریه ولایت فقیه بر بسیاری از فقیهان پیشی گرفته‌است. وی همچنین حکم به لزوم بر پایی نماز جمعه در زمان غیبت کرده‌است.

## در سخن دیگران
- شیخ طوسی:

«تقی بن نجم حلبی فردی مورد اعتماد است و تألیفاتی دارد. او نزد من و سید مرتضی به قرائت و تحصیل پرداخته است.»
- ابن شهر آشوب:

او را از شاگردان سید مرتضی دانسته و از برخی کتاب هایش نام برده است.
- علامه مجلسی:

«تقی بن نجم، مشهور به ابوالصلاح از بزرگان و راویان مورد اعتماد است. از او چند کتاب باقی است؛ کتاب تقریب المعارف که یکی از نوشته‌های اوست، تألیفی نیکو در علم کلام است و مؤلّف آن بزرگ‌تر از آن است که محتاج به بیان و توضیح باشد.»

## درگذشت
وی در سال ۴۴۷ در شهر حلب درگذشت و در همان‌جا مدفون گردید.